# Madman Across the Water
Madman Across the Water („Ein Verrückter jenseits des Ozeans“) ist das vierte Studioalbum des britischen Sängers und Komponisten Elton John.
Die Vertragsverhältnisse zwischen John und seinem Musikverlag machten es für ihn erforderlich, ein neues Album einzuspielen. Da er sich fast ständig auf Tournee befand, fehlte ihm die Zeit, neue Titel zu komponieren. Den meist vorhandenen Vorrat an fertigen Liedern hatte er bereits für das letzte Album Tumbleweed Connection aufgebraucht. Nur das Titellied Madman Across the Water stand ihm noch von damals zur Verfügung. Bernie Taupin schrieb daher Texte über Amerika, wie er es damals sah, und John komponierte unter Zeitdruck dazu Melodien. Das Album wurde in nur zehn Tagen im Studio aufgezeichnet.

## Hintergrund
Wie bei allen Liedern von John zu dieser Zeit waren die Texte von Bernie Taupin geschrieben worden. Neben John kamen die Musiker Davey Johnstone, Dee Murray und Nigel Olsson erstmals mit Ray Cooper zusammen. Für das folgende Album Honky Chateau waren sie die Hauptmusiker und auch die anerkannt beste Besetzung der Elton John Band der siebziger Jahre.
Es sollte das letzte Album von John sein, das in Londons Trident Studios eingespielt wurde. Für die nächsten drei Alben bevorzugten sie das Studio Château d’Hérouville. Caleb Quaye und Roger Pope würden mit John erst wieder für das zweite Album des Jahres 1975, Rock of the Westies, spielen. Nachdem Murray und Olsson die Elton John Band, auf Veranlassung von John, verlassen hatten, erhielten sie erneut ein Engagement.
Die Veröffentlichung von Madman Across the Water wurde in Johns Heimat nahezu ignoriert. Gerade einmal Platz 41 erreichte die Langspielplatte in den britischen Albumcharts und war dort nur für zwei Wochen zu finden. Es war bis dahin das Album mit dem geringsten Chart-Erfolg seiner Karriere.
In Nordamerika schnitt das Album deutlich besser ab, erreichte es doch Platz 8 in den US-Billboard-Top-Pop-Alben und Platz 10 der Jahresschlussliste von 1972. Den Gold-Status der RIAA erhielt es im Februar 1972 und alleine in den USA erzielte es Verkaufserlöse in Höhe von 1 Million Dollar. 1998 war der Mehrfach-Platin-Status in den USA mit einer Verkaufszahl von über 2 Millionen Einheiten erreicht.
Das Titellied Madman Across the Water sollte bereits auf dem Album Tumbleweed Connection verwendet werden, stattdessen wurde es jedoch erneut für dieses Album aufgenommen. Eine ältere Version des Liedes aus den Tumbleweed-Aufnahmen mit Mick Ronson an der Gitarre ist auf der neu gemasterten CD Tumbleweed Connection von 1995 und der 2-CD-Deluxe-Edition von 2008 enthalten. Auch andere Künstler wie Alice Cooper, Willie Nelson oder Bruce Hornsby veröffentlichten später eigene Interpretationen dieses Titels.
Erstmals spielte John auf dieser LP ausschließlich Klavier und keine anderen Keyboards mehr. Es war auch das erste Album von John, auf dem an der Gitarre Davey Johnstone zu finden war, eine Rolle, die er für Jahrzehnte übernehmen sollte.
Der Titel Holiday Inn wurde ursprünglich für Adam Diaz geschrieben. Ein Vers des ursprünglichen Lieds wurde entweder in der Originalaufnahme weggelassen oder in der anschließenden Bearbeitung herausgeschnitten. Unter Sammlern finden sich jedoch aus Konzerten dieser Zeit inoffizielle Live-Mitschnitte der ursprünglichen Version.
Das Cover des Albums Madman Across the Water wurde von Janis Larkham zwei Wochen lang gestickt. Sie war die Ehefrau des Art Directors der LP, David Larkham. Sie verwendete den Rücken einer alten Levi’s-Jeansjacke, das Original schenkte sie John. Im Verkauf gab es natürlich niemals Album-Cover mit aufwendigen Stickarbeiten, sondern nur schlicht gedruckte Hüllen. Dafür verfügten sie über ein schön gestaltetes Heft mit den Liedtexten. Janis selbst wurde als „Yanis“ für diese Arbeit genannt.

## Titelliste
Für alle Titel komponierte Elton John die Musik, alle Texte schrieb Bernie Taupin, sofern kein anderer Hinweis gegeben wird.

### LP und CD
Seite 1
1. Tiny Dancer – 6:15
2. Levon – 5:22
3. Razor Face – 4:44
4. Madman Across the Water – 5:56

Seite 2
1. Indian Sunset – 6:45
2. Holiday Inn – 4:17
3. Rotten Peaches – 4:56
4. All the Nasties – 5:08
5. Goodbye – 1:48

Für die Kassettenausgabe wurden die Titelplätze von Razor Face und Rotten Peaches getauscht.
Die SACD-Version enthält eine längere Version von Razor Face. Mit einem deutlich aufwendigeren instrumentalen Ende dauert der Titel 6:42 Minuten. Diese lange Version ist nur im 5.1-Surround-Mix abspielbar.

### Bonustitel auf Wiederveröffentlichungen
Auf späteren Veröffentlichungen des Albums fanden sich keine Bonustitel, wie es bei anderen CDs von John regelmäßig der Fall war. Ein bekanntes Lied aus jener Zeit, Rock Me when He’s Gone, findet sich auf Rare Masters. Es war geschrieben für und aufgenommen von Long John Baldry, einem guten Freund von John.

## Singleauskopplungen
| Jahr | Titel       | Höchstplatzierung, Gesamtwochen, AuszeichnungChartplatzierungen (Jahr, Titel, , Platzierungen, Wochen, Auszeichnungen, Anmerkungen) | Höchstplatzierung, Gesamtwochen, AuszeichnungChartplatzierungen (Jahr, Titel, , Platzierungen, Wochen, Auszeichnungen, Anmerkungen) | Höchstplatzierung, Gesamtwochen, AuszeichnungChartplatzierungen (Jahr, Titel, , Platzierungen, Wochen, Auszeichnungen, Anmerkungen) | Höchstplatzierung, Gesamtwochen, AuszeichnungChartplatzierungen (Jahr, Titel, , Platzierungen, Wochen, Auszeichnungen, Anmerkungen) | Höchstplatzierung, Gesamtwochen, AuszeichnungChartplatzierungen (Jahr, Titel, , Platzierungen, Wochen, Auszeichnungen, Anmerkungen) | Anmerkungen                                                 |
| Jahr | Titel       | DE | AT | CH | UK | US | Anmerkungen                                                 |
| ---- | ----------- | --- | --- | --- | --- | --- | ----------------------------------------------------------- |
| 1971 | Levon       | — | — | — | — | US24 Gold · (10 Wo.)US | Erstveröffentlichung: 29. November 1971 Verkäufe: + 500.000 |
| 1972 | Tiny Dancer | — | — | — | UK— ×2DoppelplatinUK | US41 ×3Dreifachplatin · (7 Wo.)US                                                                                                   | Erstveröffentlichung: 7. Februar 1972 Verkäufe: + 4.820.000 |

grau schraffiert: keine Chartdaten aus diesem Jahr verfügbar

## Besetzung
- Elton John – Gesang, Klavier
- Davey Johnstone – Akustische Gitarre (Lied 1, 4 und 7), Mandolin (Lied 6), Sitar (Lied 6)
- Dee Murray – Bassgitarre (Lied 8)
- Nigel Olsson – Schlagzeug (Lied 8)
- Ray Cooper – Percussion (Lied 4), Tambourine (Lied 7 und 8)
- Roger Pope – Schlagzeug (Lied 1, 3 und 6)
- David Glover – Bassgitarre (Lied 1, 3 und 6)
- Caleb Quaye – Elektrische Gitarre (Lied 1–3), Akustische Gitarre (Lied 6)
- BJ Cole – Steel-Guitar (Lied 1)
- Lesley Duncan, Sue & Sunny, Barry St. John, Liza Strike, Roger Cook, Tony Burrows, Terry Steele, Dee Murray, Nigel Olsson – Begleitstimme (Lied 1, 6 und 7)
- Paul Buckmaster – Orchestrierung (Lied 1, 2, 4–6, 8 und 9)
- Barry Morgan – Schlagzeug (Lied 2)
- Brian Odgers – Bassgitarre (Lied 2)
- Brian Dee – Harmonium (Lied 2)
- Rick Wakeman – Orgel (Lied 3, 4 und 7)
- Jack Emblow – Akkordeon (Lied 3)
- Terry Cox – Schlagzeug (Lied 4, 5 und 7)
- Herbie Flowers – Bassgitarre (Lied 4, 5 und 7)
- Chris Spedding – Elektrische Gitarre (Lied 4), Slide-Guitar (Lied 7)
- Diana Lewis – ARP Synthesiser (Lied 4 und 7)
- Chris Laurence – Kontrabass (Lied 5)
- Cantores em Ecclesia Choir – Begleitstimmen (Lied 5 und 8)

Produktion
- Produzent: Gus Dudgeon
- Toningenieur: Robin Geoffrey Cable
- Remastering: Tony Cousins
- Editing: Gus Skinas
- Digitaler Transfer: Ricky Graham
- Surround Sound: Greg Penny
- Assistenz: Crispin Murray
- Chor-Dirigent: Robert Kirby
- Orchestrierung: Paul Buckmaster
- Art Direction: David Larkham
- Design: David Larkham
- Künstlerische Gestaltung: Gill, Yanis
- Illustrationen: David Larkham
- Photographien: Bob Gruen, David Larkham
- Coverfoto: David Larkham
- Album-Cover-Text: Gus Dudgeon, John Tobler

## Rezeption
Die Kritiker von damals zeigten sich wenig begeistert von Johns neuer LP. Trotz der zum Teil als schön geltenden Melodien (Tiny Dancer wurde sogar mit Your Song verglichen), galten die Texte als zu vage und der Sinn darin sei kaum zu greifen. Im Rolling Stone Magazine konnte man zu Levon lesen, dass man wohl nie erfahren würde, worum es darin geht.
Auch enthielt das Album keine Melodien, die für kommerziell erfolgreiche Singles erfolgversprechend waren. Dies zum einen und die tendenziell kritische Einstellung zu Madman Across the Water führten dazu, dass John daran dachte, seine Karriere zu beenden.
Das Titellied selbst, das einen deutlichen Leon-Russell-Einfluss zeigt, führte zu Spekulationen, ob es um Richard Nixon als „Madman“ ging. Zwar verneinte Taupin dies, amüsierte sich jedoch sehr über diese Interpretation. Tiny Dancer und Levon waren die populären Lieder der LP. John sagte später jedoch, dass er sich am meisten mit dem Titellied verbunden fühlte.

## Kommerzieller Erfolg

### Chartplatzierungen
| ChartsChartplatzierungen       | Höchstplatzierung | Wochen |
| ------------------------------ | ----------------- | ------ |
| Deutschland (GfK)              | 32 (1 Wo.)        | 1      |
| Schweiz (IFPI)                 | 53 (1 Wo.)        | 1      |
| Vereinigte Staaten (Billboard) | 8 (51 Wo.)        | 51     |
| Vereinigtes Königreich (OCC)   | 41 (2 Wo.)        | 2      |

### Auszeichnungen für Musikverkäufe
| Land/Region                  | Auszeichnungen für Musikverkäufe (Land/Region, Auszeichnung, Verkäufe) | Verkäufe  |
| ---------------------------- | ---------------------------------------------------------------------- | --------- |
| Vereinigte Staaten (RIAA)    | 3× Platin                                                              | 3.000.000 |
| Vereinigtes Königreich (BPI) | Silber                                                                 | 1.000.000 |
| Insgesamt                    | 1× Silber · 3× Platin ·                                                | 4.000.000 |

Hauptartikel: Elton John/Auszeichnungen für Musikverkäufe